# Livre indisponible
Un livre indisponible est, en droit français, un livre publié en France avant le 1er janvier 2001, qui ne fait plus l’objet d’une diffusion commerciale par un éditeur et qui ne fait pas l’objet d’une publication sous une forme imprimée ou numérique. On estime à 500 000 le nombre de livres répondant à ces critères. 

## Fondements législatifs
La notion de « livre indisponible » a été introduite dans le droit français par la loi no 2012-287 du 1er mars 2012 relative à l’exploitation numérique des livres indisponibles du XXe siècle. Les modalités de mise en œuvre des dispositions de cette loi ont été précisées dans le décret no 2013-182 du 27 février 2013. 
Les auteurs de la loi, conçue comme une réponse au projet Google Books, souhaitaient « trouver des solutions juridiques et économiques innovantes (…) qui réconcilient les objectifs de la société de l'information et le droit d'auteur et montrent que ce dernier est suffisamment flexible pour être adapté, sans pour autant que ses fondements ne soient remis en cause. »
Un mécanisme juridique destiné à faciliter l'exploitation numérique de ces ouvrages a été introduit par la loi du 1er mars 2012. Pour les promoteurs du dispositif, « il s'agit tout d'abord d'éviter le trou noir que représente le XXe siècle pour la diffusion numérique des livres français en permettant à des œuvres devenues indisponibles, dont certaines très récentes, de trouver une nouvelle vie au bénéfice des lecteurs. »
À cet effet, la loi du 1er mars 2012 avait prévu notamment :
- de confier à la Bibliothèque nationale de France la création d'un registre des livres indisponibles du XXe siècle, sous forme de base de données accessible librement et gratuitement en ligne qui vise à informer les titulaires de droits (auteurs, ayants droit et éditeurs) de la possibilité d'une nouvelle exploitation sous forme numérique de leurs livres ;
- d'autoriser, sauf opposition des titulaires de droits sur ce registre, le transfert de l'exercice des droits numériques des livres indisponibles à une société de gestion collective agréée par le ministre chargé de la culture.

L'exploitation commerciale des livres numérisés dans ce cadre donne lieu à une rémunération de l'auteur ou de son ayant droit, et de l'éditeur.
Déposée le 21 octobre 2011, la proposition de loi a reçu un accueil favorable de l'ensemble des formations politiques. Elle a été adoptée à l'unanimité au Sénat (majorité PS) le 13 février 2012 et à l'Assemblée nationale (majorité UMP) le 22 février 2012.

## Une règlementation illégale pour la justice européenne
En juillet 2016, la Cour de justice européenne a conclu à l'illégalité de la « réglementation 2012-287 du 1er mars 2012 relative à l’exploitation numérique des livres indisponibles du XXe siècle » pour son incompatibilité avec la directive 2001/29 sur le droit d’auteur.
Le 16 novembre, la Cour de justice européenne a publié ses conclusions et détaillé les raisons qui rendent caducs l'essentiel des articles de la loi française sur les livres indisponibles pour son incompatibilité avec la directive 2001/29 sur le droit d’auteur.

## Mise en œuvre d'un mécanisme de gestion collective
Seuls les livres sont visés par cette loi. Selon l'article premier de cette loi : 

« On entend par livre indisponible au sens du présent chapitre un livre publié en France avant le 1er janvier 2001 qui ne fait plus l'objet d'une diffusion commerciale par un éditeur et qui ne fait pas actuellement l'objet d'une publication sous une forme imprimée ou numérique. »

Par arrêté du ministère de la culture en date du 21 mars 2013, la gestion collective des droits numériques des livres dit indisponibles publiés au XXe siècle a été confié à la Sofia, Société française des intérêts des auteurs de l'écrit.
Au cœur du dispositif, se trouve la société de gestion collective chargée d'exercer les droits numériques sur les livres indisponibles et de rémunérer les titulaires de droits des livres exploités. Cette société de gestion collective est gérée à parité par des représentants des auteurs et des représentants des éditeurs. 
À défaut d’opposition des titulaires de droits, la société de gestion collective autorise les éditeurs d'origine des livres indisponibles ou, à défaut, tout éditeur qui en fait la demande, à en assurer l'exploitation sous forme numérique, sans qu'il soit nécessaire d'établir au préalable un avenant au contrat d'édition. 
Ces autorisations d'exploitation sont attribuées à titre exclusif pour une durée de 10 ans renouvelable s'il s'agit de l'éditeur d'origine et à titre non exclusif pour une durée de 5 ans renouvelable s'il s'agit d'un autre éditeur. Ce mécanisme a été prévu pour permettre une numérisation à grande échelle des livres indisponibles et pour faciliter la commercialisation de ces ouvrages par leur intégration à une « offre légale abondante de livres numériques » destinée à « faire démarrer ce marché naissant ».
Le ministre chargé de la Culture a agréé, en mars 2013, la Sofia pour l’exercice des droits numériques des livres indisponibles du XXe siècle.

### Possibilités d'opposition à l'inscription dans le registre
Les titulaires de droits peuvent s'opposer à l'entrée en gestion collective des livres inscrits dans le registre des livres indisponibles du XXe siècle.
Des modalités d'opposition sont ainsi prévues dans les six mois qui suivent l'inscription au registre. Si la demande provient de l'éditeur, celui-ci est tenu d'assurer dans les deux ans la réédition du livre. Les demandes d'opposition sont à adresser à la BnF. 
Des modalités de retrait sont également envisagées au-delà du délai de six mois : soit par demande conjointe de l'auteur et de l'éditeur soit sur demande de l'auteur seul si celui-ci détient les droits numériques. Enfin, l'auteur peut à tout moment demander que son livre sorte de la gestion collective s'il juge que sa publication porte atteinte à son honneur ou à sa réputation. Les demandes de retrait sont à adresser à la société de gestion collective agréée par le ministère chargé de la Culture.
Les demandes d'opposition comme les demandes de retrait n'ont pas à être motivées. Les titulaires de droits doivent néanmoins produire un justificatif d'identité, afin de prévenir toute tentative d'usurpation d'identité, et attester de leur qualité (attestation sur l'honneur pour l'auteur, acte de notoriété pour l'ayant droit et toute pièce justificative pour l'éditeur).

### Enrichissement progressif du registre
Le registre des livres indisponibles du XXe siècle a été créé le 21 mars 2013 par la BnF, sous le nom de Registre des Livres Indisponibles en Réédition Électronique (abrégé ReLIRE). Le décret d’application de la loi du 1er mars 2012 prévoit que le registre doit être enrichi « d’une nouvelle liste de livres indisponibles le 21 mars de chaque année ». 
La première liste, publiée le 21 mars 2013, comprenait 60 000 titres. Un comité scientifique a été institué en application de l'article R. 134-1 du CPI créé par le décret du 27 février 2013. Ce comité, placé auprès du président de la Bibliothèque nationale de France et composé, en majorité et à parité, de représentants des auteurs et des éditeurs, est chargé d'arrêter chaque année la liste des livres indisponibles. 
En 2014, la liste des livres indisponibles sera principalement élaborée en partenariat avec ARROW +, le projet européen.

## Critiques formulées contre l'exploitation numérique des livres indisponibles
Trois types de critiques ont été formulées à l'encontre du système mis en place par la loi du 1er mars 2012.

### Contestations portant sur la gestion collective
Un collectif d'auteur, Le droit du Serf, a manifesté son opposition à la proposition de loi durant les débats parlementaires. Il a notamment fait valoir que les auteurs devraient être en mesure de récupérer auprès des éditeurs leurs droits sur les livres indisponibles afin de les exploiter eux-mêmes. Le système paritaire de gestion collective n'est pas juste selon eux car il consiste à rétribuer les éditeurs alors que ces derniers n'ont pas respecté leur obligation d'exploitation continue. 
Tenants d'une logique inverse, mais tout aussi critiques, les partisans de l'accessibilité non marchande ont vu dans la loi du 1er mars 2012 un moyen d'empêcher de sortir du marché et de mettre gratuitement à disposition du public, les œuvres orphelines, c'est-à-dire les livres dont les auteurs et les ayants droit ne sont pas connus. 

### Critiques quant à la procédure d'opposition
Le principe d'opt out est vivement critiqué par le collectif Le droit du Serf qui considère que le système mis en place par la loi, qui suppose une démarche active pour sortir de la gestion collective, contrevient au principe selon lequel l'auteur doit pouvoir librement disposer de son œuvre. Il aurait été plus légitime, selon lui, de prévoir un mécanisme d'opt in, où seuls figureraient dans la base les livres des auteurs qui en auraient manifesté la volonté. 
De plus, si l'auteur peut faire opposition à l'entrée en gestion collective, encore lui faut-il être informé de l'inscription de son livre dans la base de données. Il faut se manifester pour pouvoir s'opposer, ce qui suppose connaître la loi et savoir qu'un livre dont on est l'auteur est inscrit dans la base. Or, les auteurs ne sont pas prévenus individuellement mais seulement à travers une campagne d'information dans la presse et sur internet et des courriers adressés à leurs membres par les sociétés de gestion collective et les sociétés d'auteur. Les auteurs les moins informés risquent de se retrouver devant un fait accompli et de voir leurs livres édités sans leur accord.
Enfin, certains auteurs, comme François Bon ou Benoît Peeters, trouvent la procédure d'opposition « désagréable » puisqu'elle implique d'adresser une copie d'une pièce d'identité et d'attester sur l'honneur que l'on est bien l'auteur du livre que l'on souhaite retirer de la base. Ils perçoivent dans ces obligations un manque de considération pour les auteurs, voire une procédure « dégradante ».

### Critiques quant à la constitution de la base
Des erreurs ou des anomalies ont été relevées dans la base de données ReLIRE : des ouvrages en réalité disponibles, des textes d'auteurs étrangers, ou encore des livres du XXIe siècle. Ces erreurs ont été corrigées par les administrateurs de la base lorsqu'elles leur ont été signalées. Mais des interrogations demeurent quant à l'existence d'autres erreurs non identifiées ou encore concernant le coût supporté par la BnF pour la constitution de cette base.